# Secretum (British Museum)
Le Secretum (terme latin signifiant « caché ») était une collection du British Museum du XIXe et du début du XXe siècle qui abritait des objets et des images considérés comme sexuellement explicites. La plupart des objets étaient des amulettes, des charmes et des offrandes votives, souvent issues de traditions préchrétiennes, notamment du culte de Priape, un dieu gréco-romain de la fertilité et des organes génitaux masculins. Des objets provenant d'autres cultures couvraient de larges pans de l'histoire humaine, notamment l'Égypte antique, le monde gréco-romain de l'ère classique, le Proche-Orient antique, l'Angleterre médiévale, le Japon et l'Inde.
Parmi les premières donations ou ventes au musée, notamment celles des collectionneurs Sir Hans Sloane, Sir William Hamilton, Richard Payne Knight et Charles Townley, on trouve des objets comportant des images érotiques ou sexuellement explicites ; ceux-ci étaient séparés par le personnel du musée et n'étaient pas exposés au public. Les chercheurs modernes pensent que cette ségrégation était probablement motivée par une attitude paternaliste du musée, qui souhaitait garder ce qu'il considérait comme des objets moralement dangereux à l'écart de tous, sauf des érudits et des membres du clergé. Dans les années 1860, le musée possédait environ 700 objets de ce type. En 1865, l'antiquaire George Witt fit don de sa collection phallocentrique de 434 objets au musée, ce qui conduisit à la création officielle du Secretum pour abriter sa collection et des objets similaires.
La collection Secretum a commencé à être progressivement démantelée en 1912, avec le transfert des articles dans des départements appropriés à leur époque et à leur culture. La dernière entrée dans le Secretum remonte à 1953, lorsque la British Library a découvert des préservatifs du XVIIIe siècle utilisés comme marque-pages dans une publication de 1783 qu'elle détenait. Les derniers articles restants ont été retirés de la collection en 2005.

## Contexte
Le British Museum Act a créé le British Museum en juin 1753. La loi prévoyait l'achat de la collection du médecin et collectionneur Sir Hans Sloane, de la bibliothèque Cotton, constituée par l'antiquaire Sir Robert Cotton, et de la bibliothèque Harleian, la collection de Robert Harley, 1er comte d'Oxford et du comte Mortimer. Il était destiné à être une ressource pour « toutes les personnes studieuses et curieuses » et était le premier musée national au monde à accès libre. Les collectionneurs d'objets classiques ont fait don ou vendu leurs acquisitions au musée, y compris des œuvres majeures, telles que les marbres d'Elgin en 1816.
Les fonds de la bibliothèque du British Museum, qui ont été séparés du musée pour former la British Library en 1973, séparaient toutes les publications obscènes ou pornographiques au XIXe siècle. Bien qu'il n'existe pas de date précise du début de cette pratique, la pratique informelle consistant à mettre sous clé ces œuvres était en place au moins en 1836. Cette pratique a finalement été formalisée sous le nom de Private Case ; des dates entre 1841 et 1870 ont été suggérées pour sa création. La pratique consistant à séparer les œuvres des collections accessibles au public avait un antécédent au Musée archéologique national de Naples, le musée dont la collection comprend des objets romains provenant des sites voisins de Pompéi, Stabies et Herculanum, dont le Cabinet secret (en italien : Gabinetto Segreto) contenait les œuvres érotiques trouvées dans ces lieux.

## Histoire

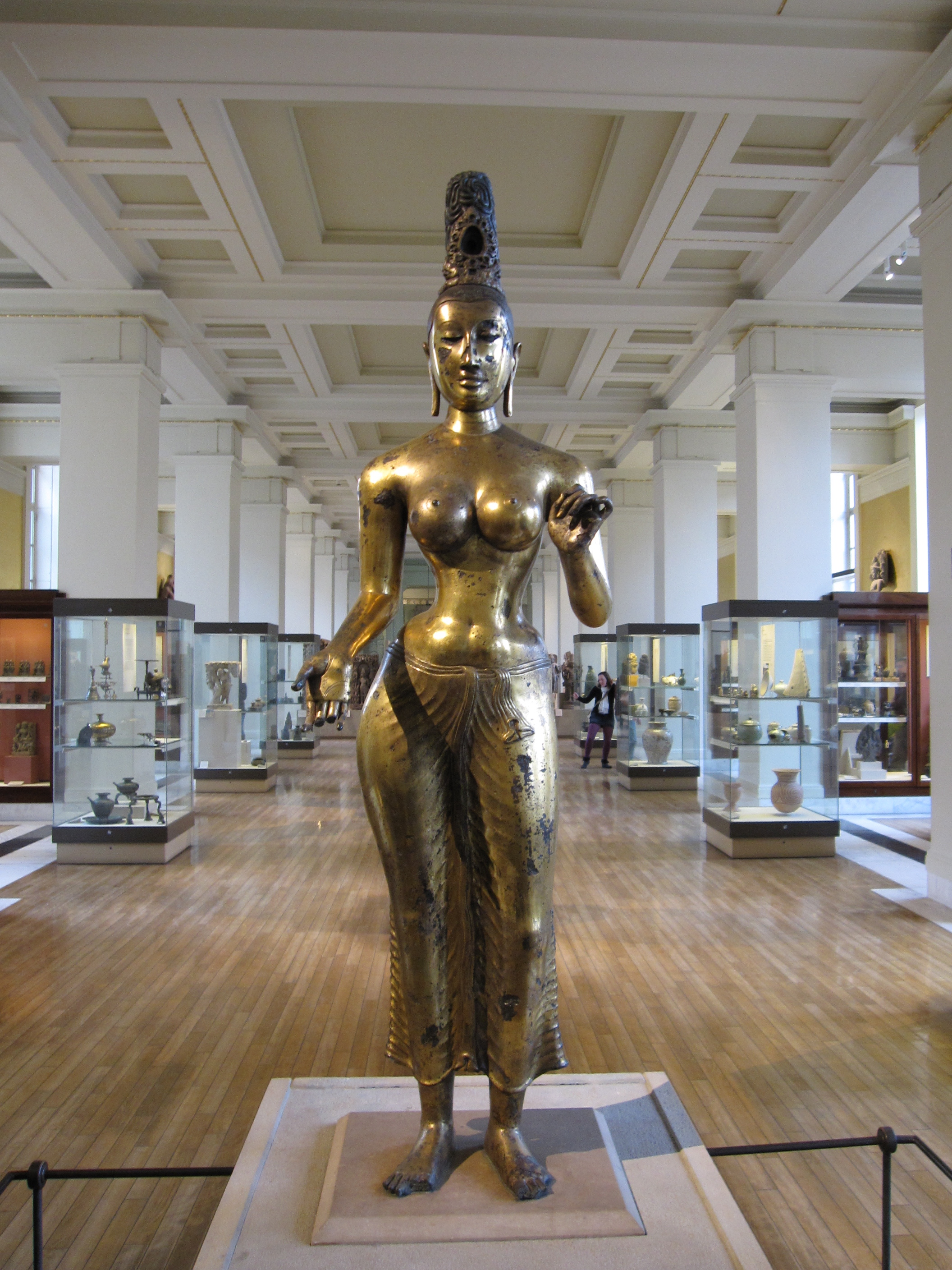
La statue de Tara, exposée au public en 2009

### Pré-Secretum, années 1750 à 1865

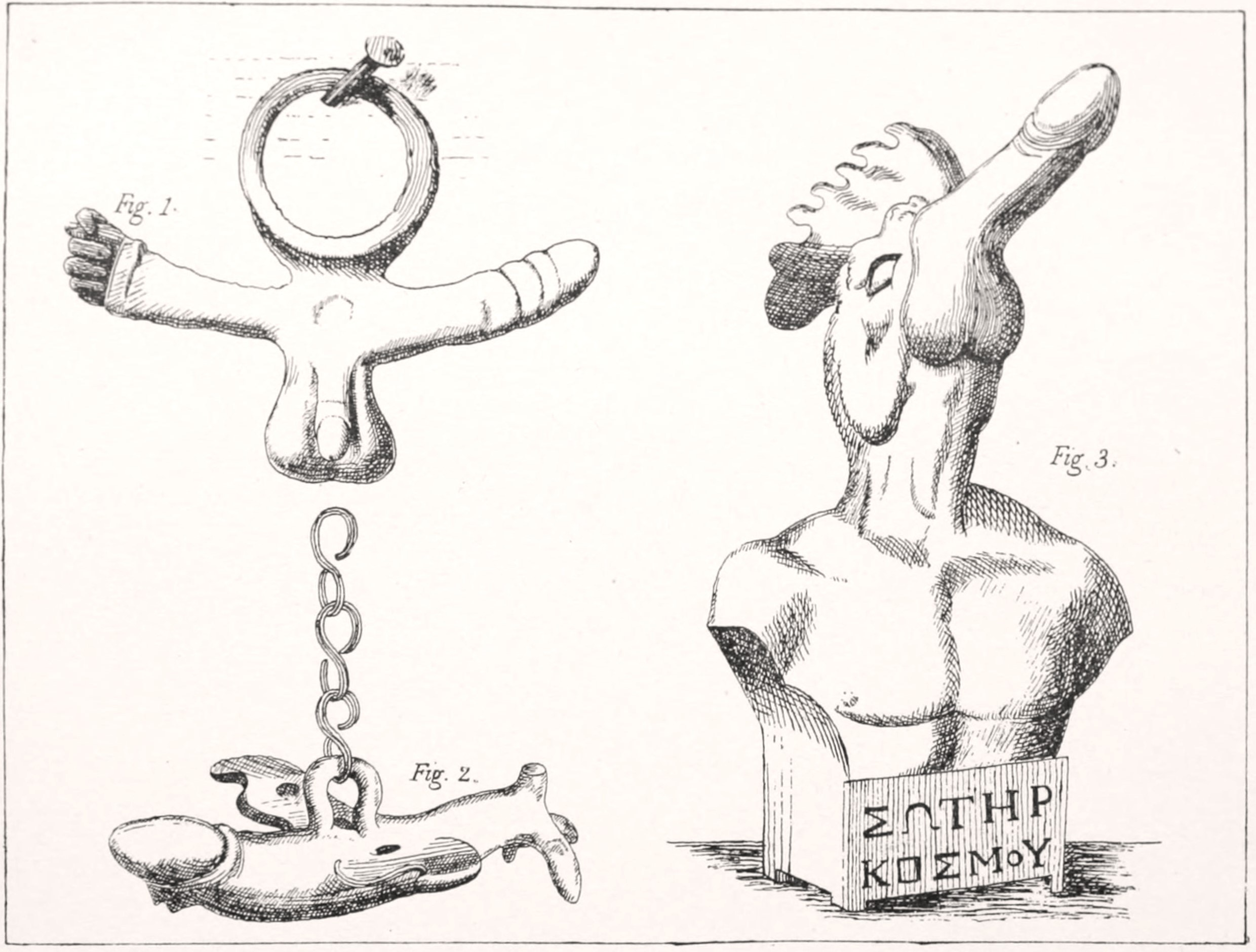
Amulettes anciennes et modernes, extraites d'un Discours sur le culte de Priape et ses rapports avec la théologie mystique des anciens

Dès ses débuts, le British Museum a acquis des objets présentant des images érotiques ou sexuellement explicites. Parmi les dons de Sloane, par exemple, figuraient trois lampes : l'une représentant un danseur montrant son grand phallus se balançant derrière lui, selon le catalogue du musée ; une représentant une femme et un singe en train de faire l'amour ; et une représentant un âne ayant des relations sexuelles avec un lion. Les collections acquises ultérieurement avec des images sexuellement explicites comprenaient celle de Sir William Hamilton, qui vendit une partie de sa collection au musée en 1772 pour 8 400 £, et fit plus tard d'autres dons. La donation de Hamilton comprenait des phallus votifs en cire provenant de la ville italienne d'Isernia. L'étude des cultures préchrétiennes de l'érudit classique et collectionneur Richard Payne Knight comprenait de nombreux sujets sur le sujet de Priape, un dieu gréco-romain de la fertilité et des organes génitaux masculins. En 1786, il publie une étude des croyances et pratiques païennes dans A Discourse on the Worship of Priapus, and its Connection with the Mystic Theology of the Ancients. Il avait beaucoup collectionné au cours de ses études et, à sa mort en 1824, ses acquisitions furent léguées au British Museum. Comprenant plus de 1 140 dessins, 800 bronzes et plus de 5 200 pièces de monnaie, leur valeur fut estimée à « au moins 30 000 £ » ou 50 000 £,. L'antiquaire Charles Townley vendit sa collection de sculptures classiques au musée en 1805 et le reste fut légué à son cousin, Peregrine, qui le vendit ensuite au musée. La collection de Townley comprenait une statue d'une nymphe et d'un satyre représentant soit un jeu sexuel, soit une possible tentative de viol, une statue de Pan ayant des relations sexuelles avec une chèvre et une frise érotique d'un temple tantrique indien.

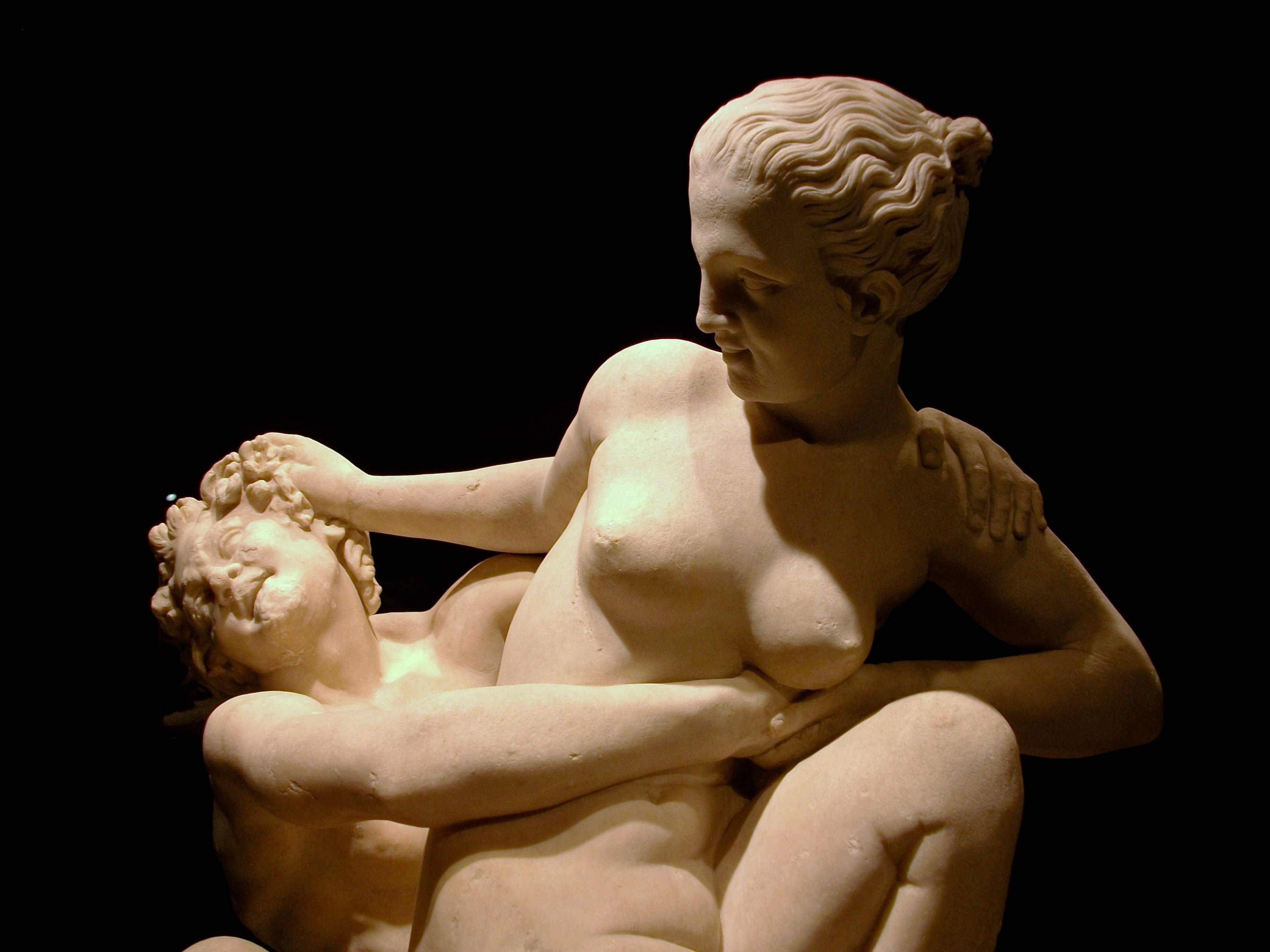
Satyre et nymphe, tentative de viol, exposition Beauté du corps, MARQ

Les images à connotation érotique ou sexuellement explicites des collections de Hamilton, Knight et Townley provenaient de l'Égypte ancienne, du monde gréco-romain et du Proche-Orient ancien. Ces objets ont été séparés du reste des dons et stockés à l'écart des expositions publiques du musée,. D'autres documents contenant des images sexuelles ont été déposés dans la collection dans les années 1840 et 1850.

### Formation officielle à partir de 1865
Bien que le British Museum ait séparé dès sa création les objets considérés comme obscènes, le Secretum (terme latin signifiant « caché ») n'a été officiellement fondé qu'en 1865. Le Secretum était placé sous les auspices du département des antiquités et de l'ethnographie britanniques et médiévales du musée, dirigé par Augustus Wollaston Franks. À ce moment-là, il comprenait environ 700 objets,. En 1865, George Witt, un collectionneur d'antiquités, souffrit d'une grave maladie ; une fois rétabli, il écrivit à Anthony Panizzi, le directeur du British Museum, lui offrant sa collection phallocentrique de 434 objets:
Au cours de ma grave maladie, j'ai beaucoup regretté de ne pas avoir disposé de ma collection de « symboles du culte primitif de l'humanité » de telle manière que, combinée à sa conservation appropriée, je puisse dans une certaine mesure superviser son classement. Conformément à ce sentiment, je propose maintenant de présenter ma collection au British Museum, dans l'espoir qu'une petite pièce puisse être réservée à sa réception, dans laquelle pourraient également être déposés et classés les spécimens importants, déjà dans les coffres du musée - et ailleurs, qui illustrent le même sujet.
L'intérêt de Witt se portait sur le phallicisme et la fertilité dans les sociétés préchrétiennes, en particulier sur le culte de Priape. Witt croyait que toutes les cultures préchrétiennes possédaient un contexte religieux commun qui vénérait les divinités de la fertilité, selon l'archéologue et directeur du musée David Gaimster, et Witt a inclus avec sa donation une brochure auto-éditée Catalogue of a Collection Illustrative of Phallic Worship.[30] Parmi les autres acquisitions de Witt figuraient des objets de l'Antiquité grecque, égyptienne et romaine, des reliefs de temples indiens, des objets médiévaux et neuf albums reliés contenant des gravures et des aquarelles d'objets liés à la fertilité provenant de cultures du monde entier. L'archéologue Helen Wickstead décrit les albums comme étant « parmi les ressources les plus précieuses au monde pour étudier l'histoire des archéologies de la sexualité ». La plupart des objets de la collection Witt étaient des amulettes porte-bonheur, souvent en forme de phallus ailés ou les représentant. Il a également fait don d'œuvres de shunga (art érotique japonais), les premières de ce style détenues par le musée et de ce qu'il pensait être une ceinture de chasteté médiévale, bien qu'il s'agisse d'un faux fabriqué à l'époque victorienne. En 2000, la journaliste Laura Thomas a observé que Witt « ne se souciait pas de placer... [sa collection] dans un quelconque milieu culturel ou chronologique. Quelle que soit la provenance... [il] a sélectionné les pièces uniquement pour leur valeur d'obscénité ». Selon Gaimster, le Secretum « a pris son statut officiel » avec la donation de Witt.

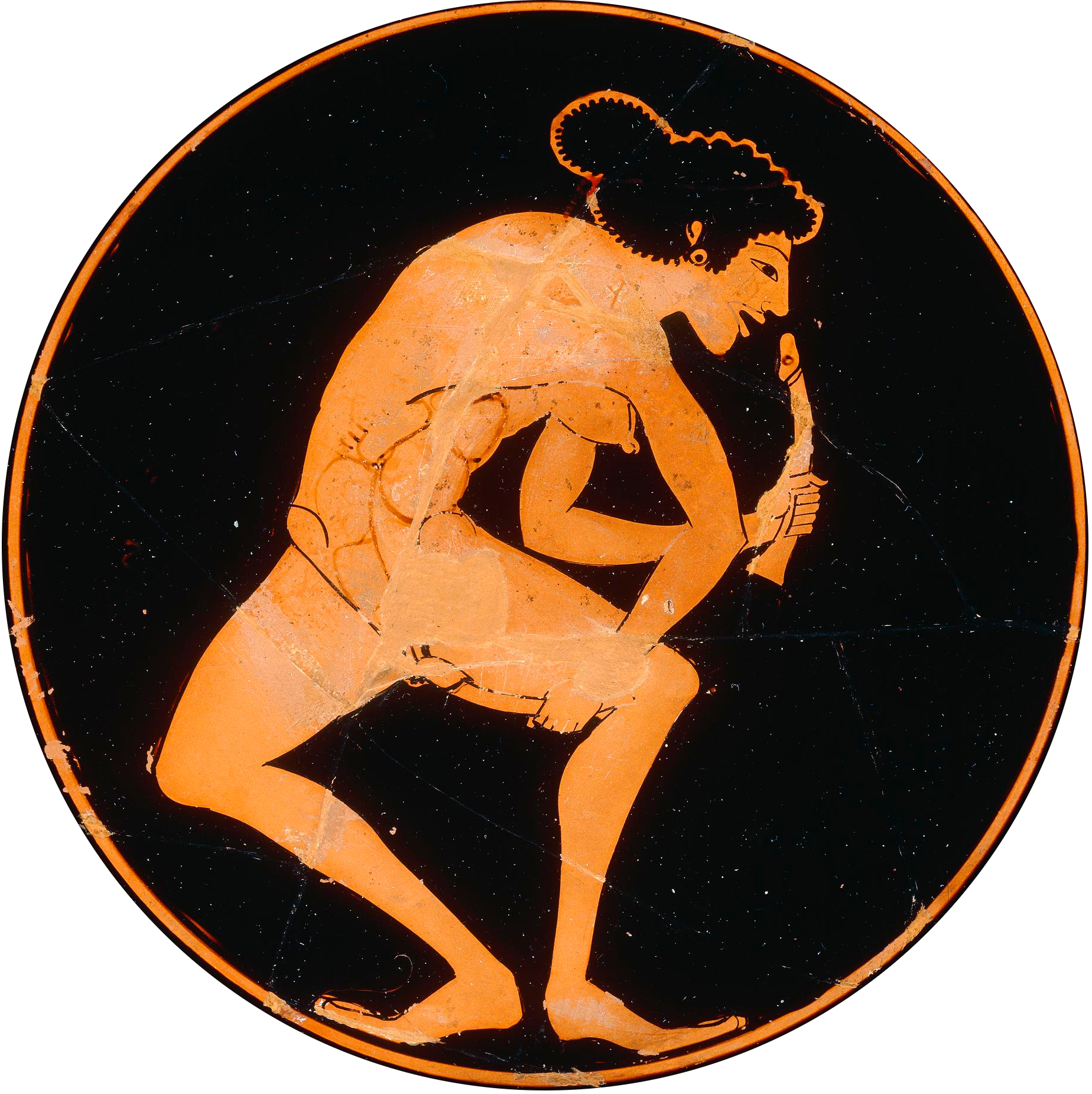
Motif de kylix à figures rouges dans une coupe

Le British Museum n'a pas fait la promotion de sa propriété du Secretum et l'accès à celui-ci a été limité aux ecclésiastiques et aux universitaires ; ils devaient en faire la demande par lettre au directeur du musée en donnant des détails sur leurs qualifications et une raison valable pour laquelle ils voulaient accéder à la collection. Une demande, faite en 1948, provenait d'un universitaire qui demandait une copie du registre de la collection ; il lui était demandé d'expliquer « ses qualifications pour l'étude du catalogue, l'utilisation qu'il envisageait de faire des photocopies et les dispositions prises pour leur élimination à son décès ».
La classiciste Jen Grove estime que plutôt que d'être gêné par sa possession de matériel salaces et pornographique, le British Museum a activement et systématiquement recherché des antiquités sexuelles, soit pour les ajouter au Secretum, soit pour les intégrer à ses fonds principaux. Cette acquisition enthousiaste s'est poursuivie du XIXe   au   XXe siècle, y compris pendant la période à partir de 1912, lorsque la collection du Secretum a été démantelée et transférée vers d'autres départements du musée. Grove note que si certains des objets acquis ont été intégrés au Secretum, beaucoup ne l'ont pas été, mais ont plutôt été intégrés au département du musée approprié à leur époque et à leur culture.

### La rupture, de 1912 aux années 2000
Les objets du Secretum commencèrent à être retirés du musée au début du XXe siècle, certains étant transférés au Département des antiquités grecques et romaines en 1912,. D'autres objets furent transférés hors de la collection à partir de 1937, bien que le musée ait continué à enrichir la collection. La dernière entrée dans le Secretum eut lieu en 1953, lorsque la British Library céda au musée des préservatifs du XVIIIe siècle qui avaient été utilisés comme marque-pages dans la publication de 1783 A Guide to Health, Beauty, Riches and Honour. Les préservatifs étaient fabriqués à partir d'intestins de mouton, avec des cordons à l'extrémité ouverte pour les sceller et les sécuriser. Après 1953, tous les nouveaux objets acquis par le musée ayant un contenu érotique furent stockés ou exposés par le département correspondant à leur époque et à leur culture.
Dans les années 1960, la conservation du Secretum fut transférée au nouveau département des antiquités médiévales et ultérieures, où les pièces furent conservées dans les armoires verrouillées 55 et 54 du musée. L'« armoire 55 » devint l'un des surnoms sous lesquels le Secretum était connu. La collection fut progressivement réduite au fil du temps en transférant des objets au département concerné et en 2000, elle contenait environ 200 dons de Witt et 100 objets provenant de dons antérieurs à 1865. En 2002, l'un des conservateurs de la collection déclara que « ce qui reste aujourd'hui au Secretum est assez pathétique. Il est conservé ici parce qu'il est de second ordre et ne mérite pas d'être exposé ailleurs ». En 2005, les derniers objets restants avaient été redistribués, bien qu'il y ait encore quelques gravures et dessins érotiques enfermés dans le placard 205 du Département des estampes et des dessins en 2009.
À partir des années 1970, lorsque des vases romains représentant des ithyphalles (du latin « pénis en érection ») ont été placés dans les expositions principales, le British Museum a choisi d'exposer des objets sexuellement explicites intégrés dans ses expositions principales, contrairement au Musée archéologique national de Naples, qui les a séparés dans une seule salle avec des panneaux d'avertissement à l'entrée.

## Fondement et discipline académique

### Fondement

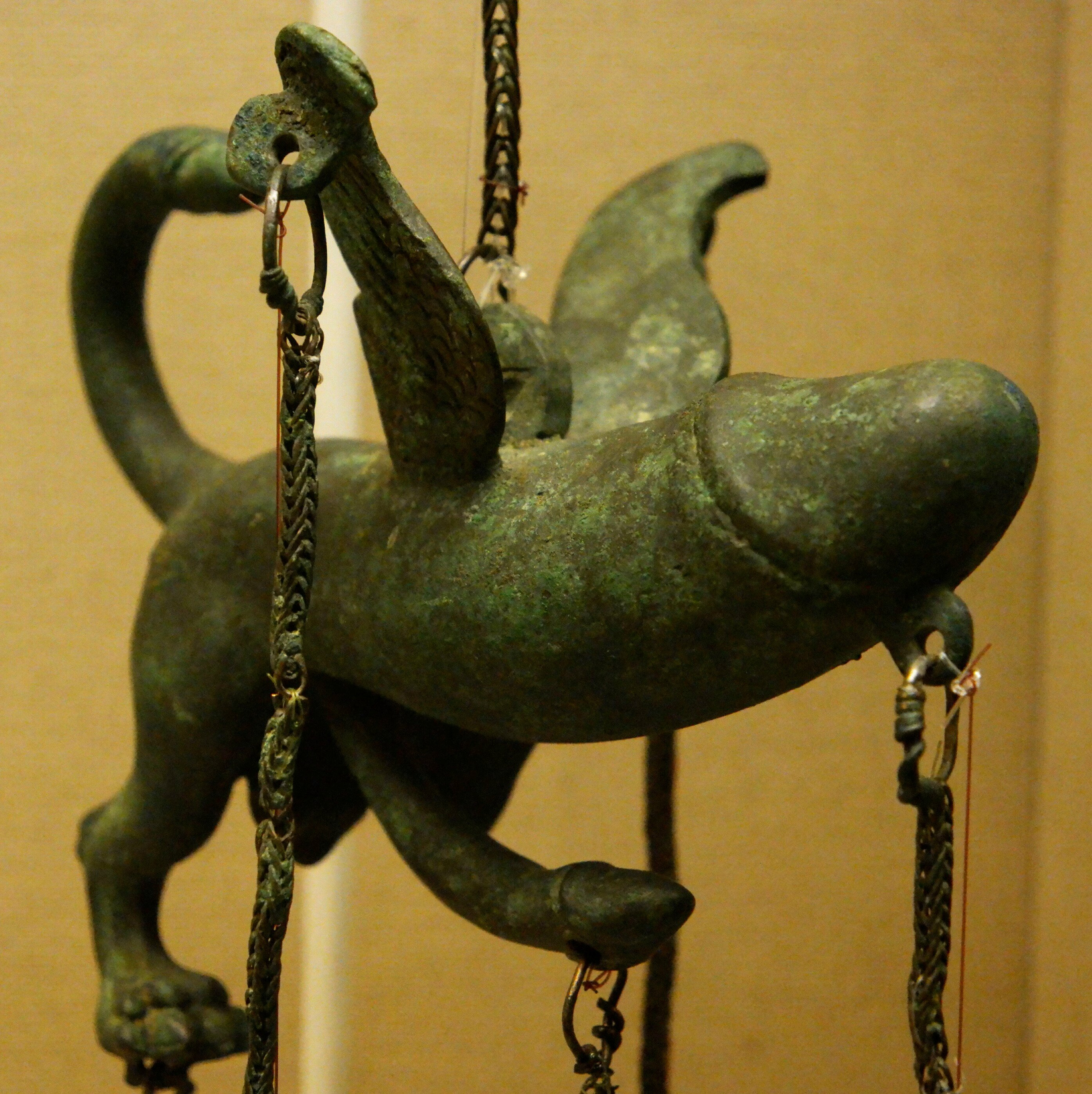
Tintinabulum en bronze, décoré de petites clochettes, qui fait office de carillon éolien. Il est décoré d'un phallus de lion ailé, censé offrir une protection magique contre le mal et porter chance à la maison.

Certains classicistes et conservateurs, dont Gaimster et l'archéologue et conservatrice de musée Catherine Johns, ont écrit que ce que Johns appelle la « pudibonderie victorienne » était à l'origine de la décision de séparer les objets sexuellement explicites de la collection principale,. Gaimster observe qu'une telle classification n'était donc pas basée sur une base académique, mais sur une base morale ; Johns considère que classer des objets pour des raisons d'obscénité est « indéfendable sur le plan académique » et qu'il n'existe aucune base scientifique pour qualifier un objet d'obscène.
La conservatrice d'art Marina Wallace considère également qu'une approche paternaliste était à l'origine de cette décision, et que la censure des objets était le fait d'hommes instruits, qui pensaient pouvoir étudier des objets présentant des images érotiques ou sexuellement explicites sans offenser ou sans risquer de corruption morale, alors que ces images « offenseraient les membres les plus faibles de la société, c'est-à-dire les enfants, les femmes et les classes ouvrières ».
Gaimster note que le Secretum a été officiellement lancé peu après l'introduction de la loi sur les publications obscènes de 1857. La législation n'a pas tenu compte de la nature éducative du matériel et, en 1860, un musée anatomique de Leeds a été poursuivi en vertu de la loi et les modèles anatomiques ont été détruits au motif qu'ils étaient « dangereux pour la moralité publique ». Gaimster considère que la formation du Secretum était peut-être le résultat de la nouvelle législation.

### Discipline académique
L'historien de l'art Peter Webb considère que le Secretum était « l'une des plus belles collections d'érotisme au monde ». L'égyptologue Richard Parkinson écrit que le Secretum a été l'une des premières étapes de l'étude scientifique de la sexualité humaine à travers les cultures. C'est cette discipline en plein essor à la fin du XIXe siècle qui a servi de toile de fond aux études du médecin et sexologue Magnus Hirschfeld.
L'historienne Victoria Donnellan considère que la collection « représente une étude de cas intéressante sur les lignes mouvantes entre l'acceptabilité et l'obscénité perçue ». Gaimster la considère comme un exemple utile de la culture de collection victorienne ; en 2000, il a écrit que la collection était « un produit de son époque, de son lieu et de sa culture. C'est un artefact historique à part entière, mais sert également d'avertissement aux futures générations d'historiens contre l'imposition de leurs propres préjugés contemporains sur la culture matérielle du passé ». Johns dit que les objets individuels devraient être étudiés dans le contexte de leur propre époque : « Lorsque vous sortez ces objets du temps et les regroupez, vous les reliez non pas à la culture qui les a produits mais à la culture de l'Angleterre victorienne ».

## Voir également
- Musée secret de Naples (en)
- Affaire privée (British Museum) (en)

## Remarques
1. ↑  Internet Archive, Behind the scenes at the British Museum, London : British Museum Press, 2001 (ISBN 978-0-7141-2196-3, lire en ligne)
2. 1 2  P. R. (Philip Rowland) Internet Archive, The Library of the British Museum : retrospective essays on the Department of Printed Books, London : British Library, 1991 (ISBN 978-0-7123-0242-5, lire en ligne)
3. 1 2 3 4  David Gaimster, « Fitting the colonial museum dashboard? Civic action, curatorial agency and identity building at the Auckland Museum (1852–1929) », Museum History Journal, vol. 13, no 1,‎ 2 janvier 2020, p. 80–94 (ISSN 1936-9816 et 1936-9824, DOI 10.1080/19369816.2020.1760056, lire en ligne, consulté le 3 octobre 2024)
4. ↑  « Measuring Worth - Annual RPI and Average Earnings for Britain », sur www.measuringworth.com (consulté le 3 octobre 2024)
5. ↑  (en) « Knight, Richard Payne (1751–1824), art collector and writer », sur Oxford Dictionary of National Biography (DOI 10.1093/ref:odnb/9780198614128.001.0001/odnb-9780198614128-e-15733, consulté le 3 octobre 2024)
6. ↑  Richard Payne Princeton Theological Seminary Library et Thomas Wright, A discourse on the worship of Priapus, and its connection with the mystic theology of the ancients, London : [Privately Printed, 1865 [reprinted 1894] (lire en ligne)
7. 1 2  Catherine Johns, Sex Or Symbol Erotic Images Of Greece and Rome, 1982 (lire en ligne)
8. ↑  Jana Funke et Jen Grove, Sculpture, sexuality and history: encounters in literature, culture and the arts from the eighteenth century to the present, Palgrave Macmillan, coll. « Genders and sexualities in history », 2019 (ISBN 978-3-319-95839-2)
9. ↑  Gender, sexuality, and museums: a Routledge reader, a Routledge reader (ISBN 978-0-415-55491-6 et 978-0-415-55492-3)
10. ↑  « The collection and reception of sexual antiquities in the late nineteenth and early twentieth century | WorldCat.org », sur search.worldcat.org (consulté le 3 octobre 2024)
11. 1 2 3  Catherine Johns, Sex Or Symbol Erotic Images Of Greece and Rome, 1982 (lire en ligne)
12. ↑  Internet Archive, Sex, London : Cassell [in conjunction with the Erotic Print Society] ; New York : Distributed in the U.S.A. by Sterling Pub. Co., 2001 (ISBN 978-0-304-35946-2, lire en ligne)
13. 1 2  Marina Internet Archive, Seduced : art and sex from antiquity to now, London ; New York : Merrell ; London : Barbican, 2007 (ISBN 978-1-85894-416-6, lire en ligne)
14. ↑  (en) Helen Wickstead, « Sex in the Secret Museum: Photographs from the British Museum’s Witt Scrapbooks », Photography and Culture, vol. 11, no 3,‎ 2 septembre 2018, p. 351–366 (ISSN 1751-4517 et 1751-4525, DOI 10.1080/17514517.2018.1545887, lire en ligne, consulté le 4 octobre 2024)
15. 1 2 3  (en) Laura Thomas, « Eye of the beholder », Index on Censorship, vol. 29, no 3,‎ mai 2000, p. 161–165 (ISSN 0306-4220 et 1746-6067, DOI 10.1080/03064220008536740, lire en ligne, consulté le 4 octobre 2024)
16. 1 2 3  David Gaimster, « Fitting the colonial museum dashboard? Civic action, curatorial agency and identity building at the Auckland Museum (1852–1929) », Museum History Journal, vol. 13, no 1,‎ 2 janvier 2020, p. 80–94 (ISSN 1936-9816 et 1936-9824, DOI 10.1080/19369816.2020.1760056, lire en ligne, consulté le 4 octobre 2024)
17. ↑  Stuart Frost, « Secret museums and shunga: sex and sensitivities » (consulté le 4 octobre 2024)
18. ↑  (en) Stuart Frost, « Secret Museums: Hidden Histories of Sex and Sexuality », Museums & Social Issues, vol. 3, no 1,‎ avril 2008, p. 29–40 (ISSN 1559-6893 et 2051-6193, DOI 10.1179/msi.2008.3.1.29, lire en ligne, consulté le 4 octobre 2024)
19. 1 2  « The collection and reception of sexual antiquities in the late nineteenth and early twentieth century | WorldCat.org », sur search.worldcat.org (consulté le 4 octobre 2024)
20. 1 2  Sculpture, sexuality and history, Springer Berlin Heidelberg, 2018 (ISBN 978-3-319-95839-2)
21. ↑  Jana Funke et Jen Grove, Sculpture, sexuality and history: encounters in literature, culture and the arts from the eighteenth century to the present, Palgrave Macmillan, coll. « Genders and sexualities in history », 2019 (ISBN 978-3-319-95839-2)
22. ↑  « Rogers, Sir Frank (Jarvis), (24 Feb. 1920–19 July 2005), Director, Telegraph Group Ltd (formerly Daily Telegraph, then The Telegraph, plc), 1985–2001 (Deputy Chairman, 1986–95); Director, EMAP plc (formerly East Midland Allied Press), 1971–91 (Chairman, 1973–90) », dans Who Was Who, Oxford University Press, 1er décembre 2007 (lire en ligne)
23. ↑  « Chapter 2. The Rude Awakening », dans Rude Awakening, University of Pennsylvania Press, 31 décembre 2018, 33–42 p. (lire en ligne)
24. ↑  Tony Internet Archive, The sinner's grand tour : a journey through the historic underbelly of Europe, New York : Broadway Books, 2011 (ISBN 978-0-307-59218-7, lire en ligne)
25. ↑  « Rude Britannia: Erotic secrets of the British Museum - Times Online », sur web.archive.org, 15 juin 2011 (consulté le 4 octobre 2024)
26. ↑  Rupert Internet Archive, The Museum : behind the scenes at the British Museum, London : BBC Books, 2007 (ISBN 978-0-563-53913-1, lire en ligne)
27. ↑  (en) A. W. Bates, « “Indecent and Demoralising Representations”: Public Anatomy Museums in mid-Victorian England », Medical History, vol. 52, no 1,‎ janvier 2008, p. 1–22 (ISSN 2048-8343 et 0025-7273, DOI 10.1017/S0025727300002039, lire en ligne, consulté le 4 octobre 2024)
28. ↑  Internet Archive, The dictionary of art, New York : Grove, 1998 (ISBN 978-1-884446-00-9, lire en ligne)
29. ↑  R. B. Internet Archive, A little gay history : desire and diversity across the world, New York : Columbia University Press, 2013 (ISBN 978-0-231-16663-8, lire en ligne)